# HP-UX
HP-UX es la versión de Unix desarrollada y mantenida por Hewlett-Packard desde 1983, se ejecuta sobre procesadores HP PA RISC y en sus últimas versiones sobre Intel Itanium (arquitectura Intel de 64 bits); a pesar de estar basada ampliamente en System V incorpora importantes características de  BSD. En la actualidad la última versión de este sistema operativo es la 11.31, también conocido como 11i v3, aunque existen numerosas instalaciones de sistemas más antiguos, especialmente HP-UX 10.x (1995-97) o incluso 9.x. (1992-95).
A partir de la versión 11.11 (2000) se usa un sistema de numeración doble, así la 11.11 es también conocida como 11i, la 11.20 es 11iv2 y así sucesivamente.
HP-UX es, como la mayor parte de Unix comerciales, un entorno de trabajo flexible, potente y estable, que soporta un abanico de aplicaciones que van desde simples editores de texto a complicados programas de diseño gráfico o cálculo científico, pasando por sistemas de control industrial que incluyen planificaciones de tiempo real.
Durante los últimos años Hewlett-Packard, como muchos otros fabricantes, parece haberse interesado bastante por la seguridad en general, y en concreto por los sistemas de protección para sus plataformas; prueba de ello es la gama de productos relacionados con este campo desarrollados para HP-UX, como el sistema de detección de intrusos IDS/9000 para HP-UX 11.x que se ejecuta en máquinas HP-9000 o la utilidad Security Patch Check, similar al PatchDiag de Sun Microsystems. También es importante destacar las grandes mejoras en cuanto a la seguridad de los sistemas que se refiere entre HP-UX 9.x, HP-UX 10.x y muy especialmente decaída la web  HP-UX 11.x.
- Datos: Q847593
- Multimedia: HP-UX / Q847593